# Куньюй Ваньго Цюаньту

Куньюй Ваньго Цюаньту

Кунью Ваньго Цюаньту (кит. трад. 坤舆万国全图, піньїнь: Kūnyú Wànguó Quántú, буквально «Карта безлічі країн світу»; італ. Carta Geografica Completa di tutti i Regni del Mondo) — найдавніша відома китайська карта світу в стилі європейських географічних карт. Вперше дана географічна карта була надрукована в Китаї в 1602 році на прохання  імператора Ваньлі католицьким місіонером Маттео Річчі і його китайськими співробітниками.
Карта мала вирішальне значення в розширенні знань про китайський світ. Пізніше вона стала відома в  Японії і набула там таке ж важливе значення.

## Деталі

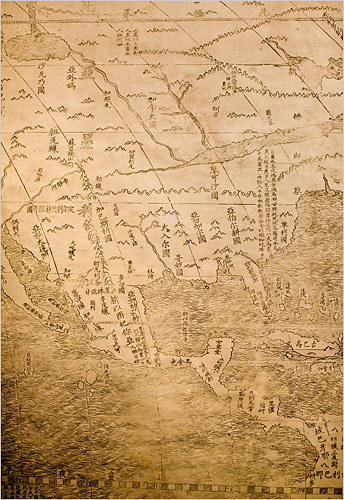
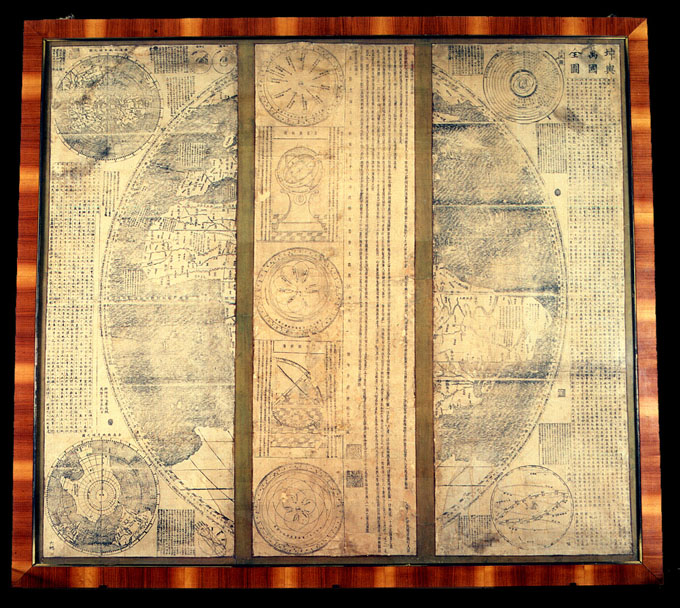
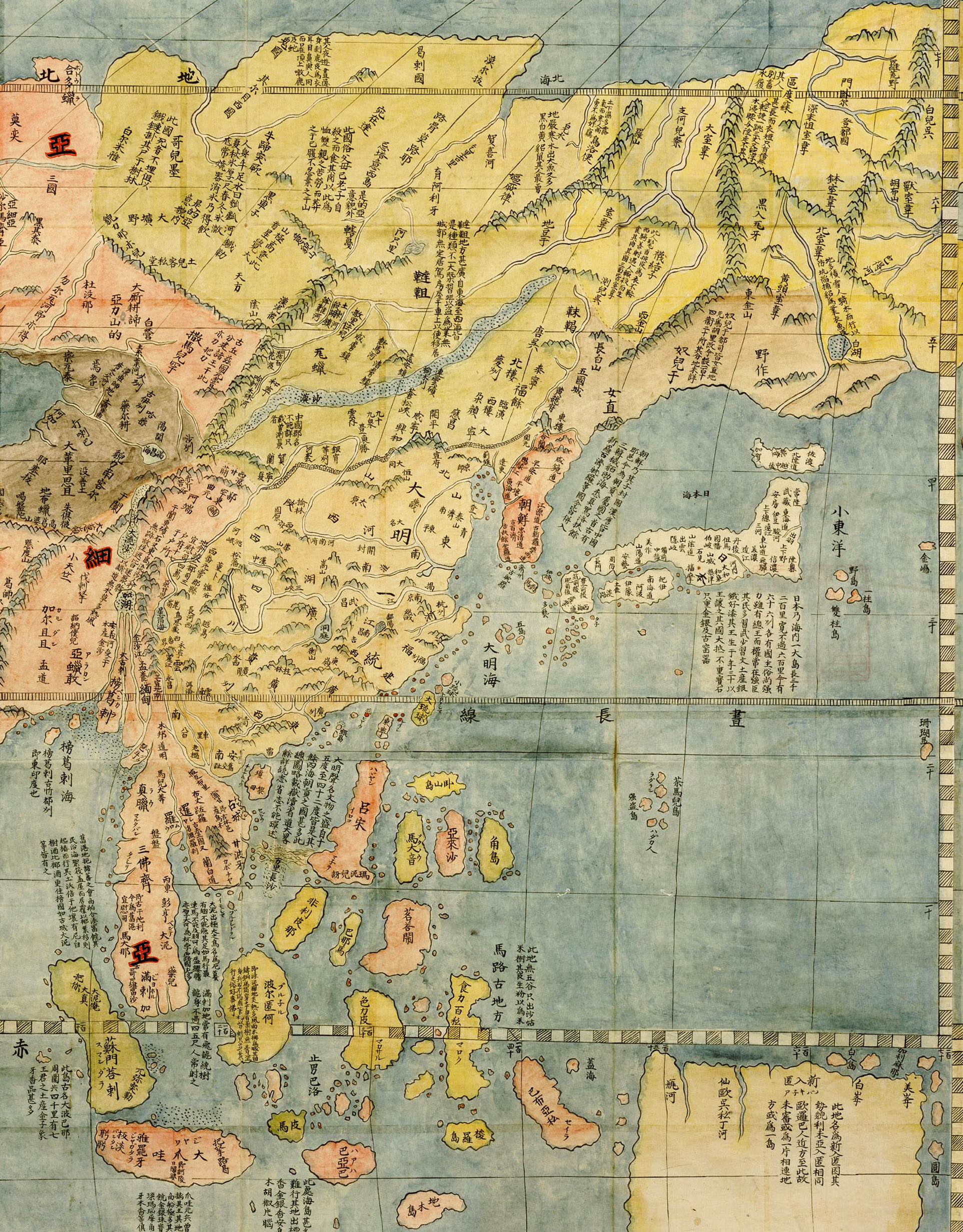
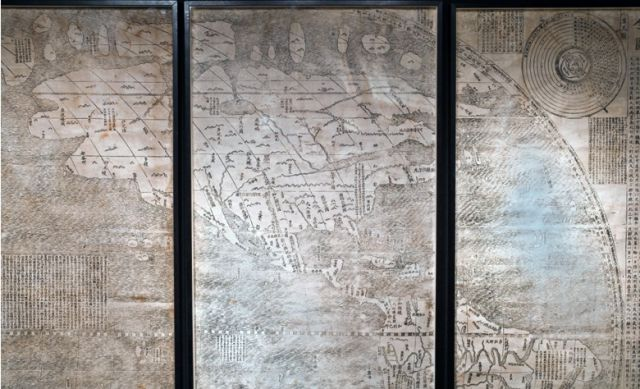
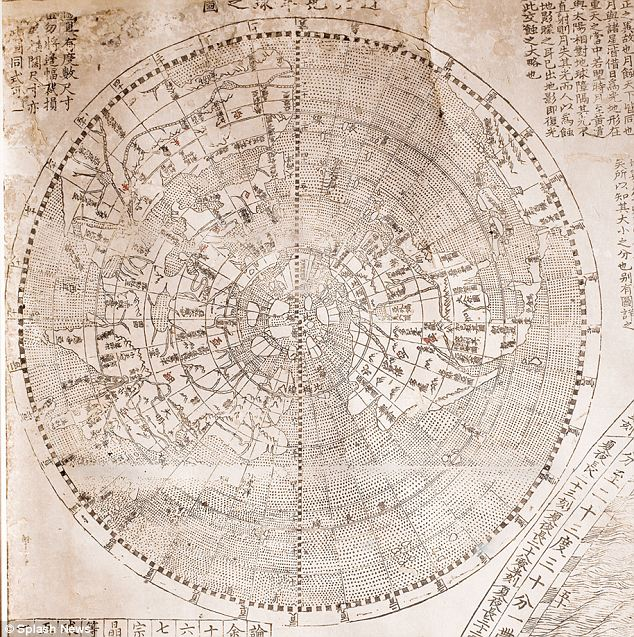
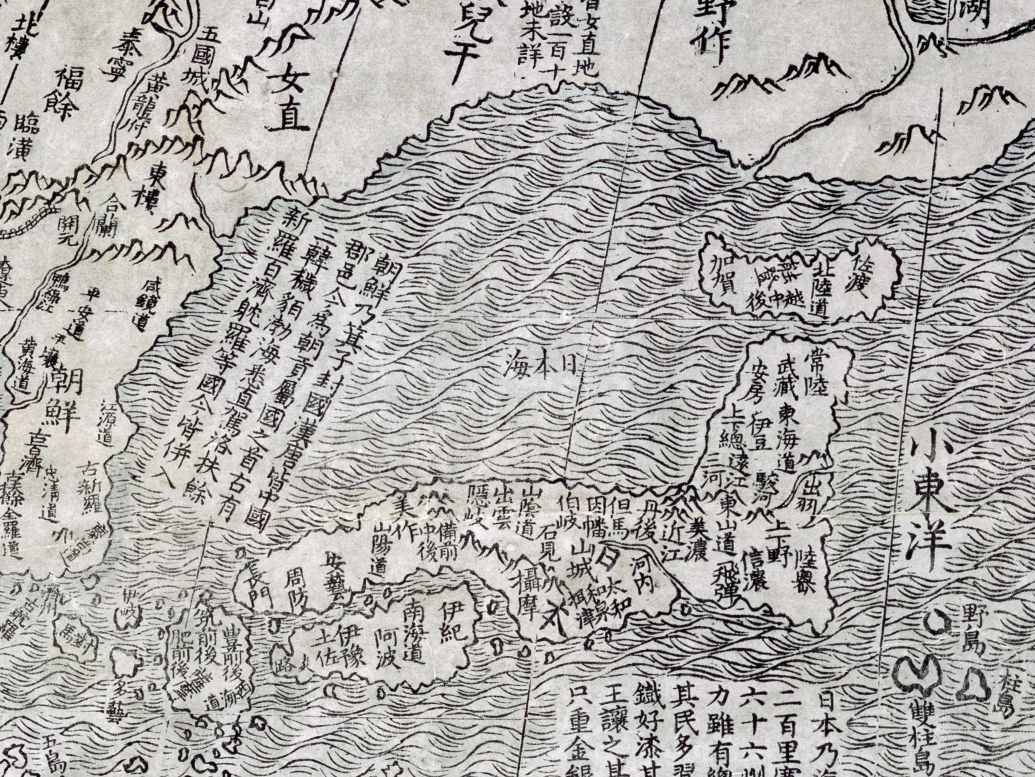
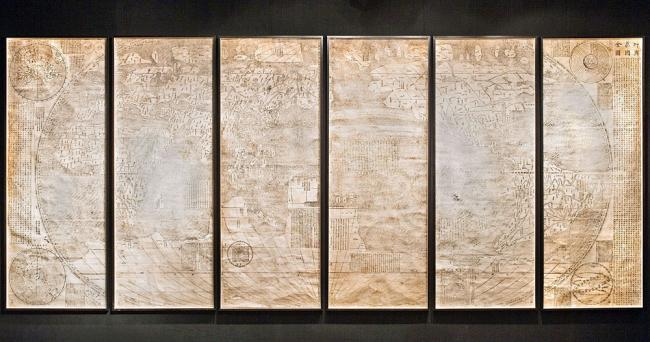
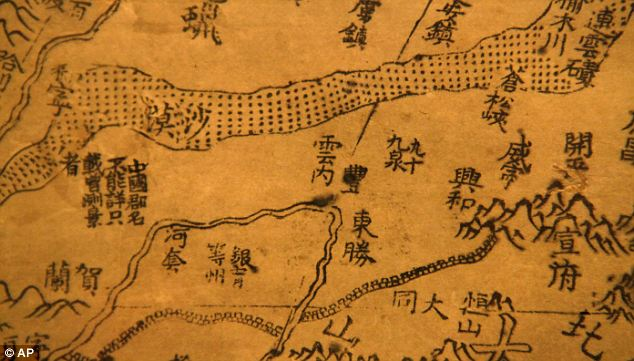
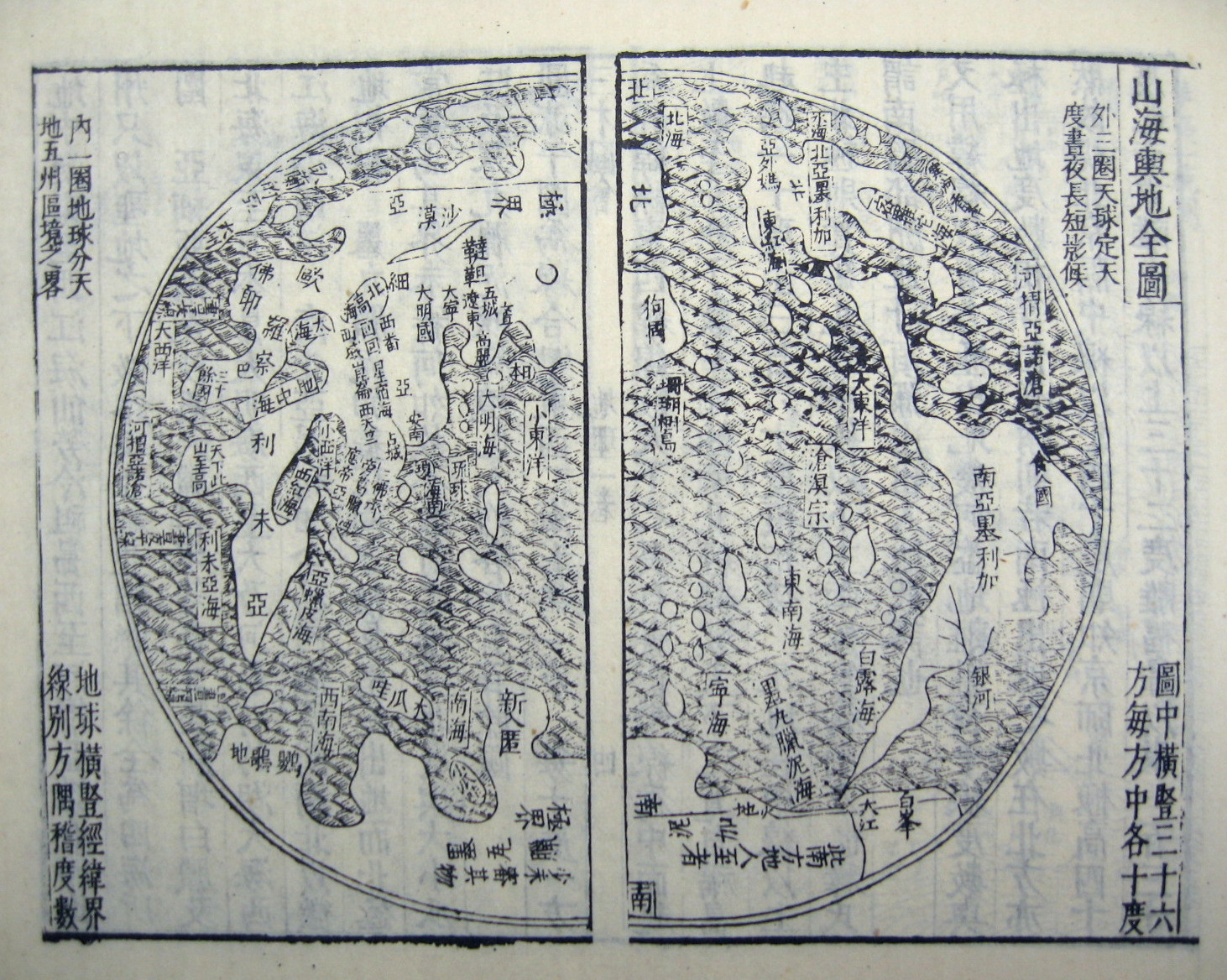
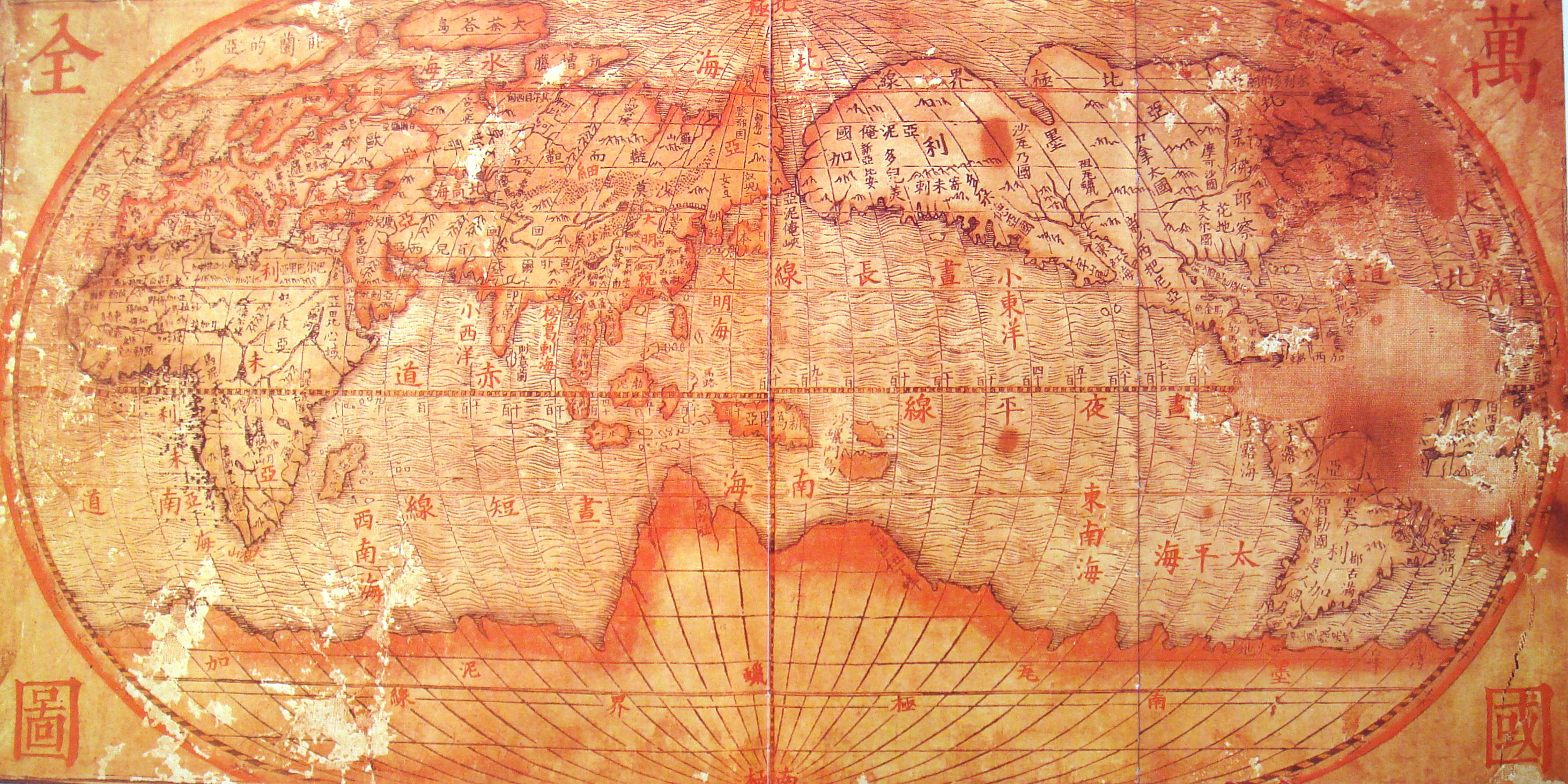
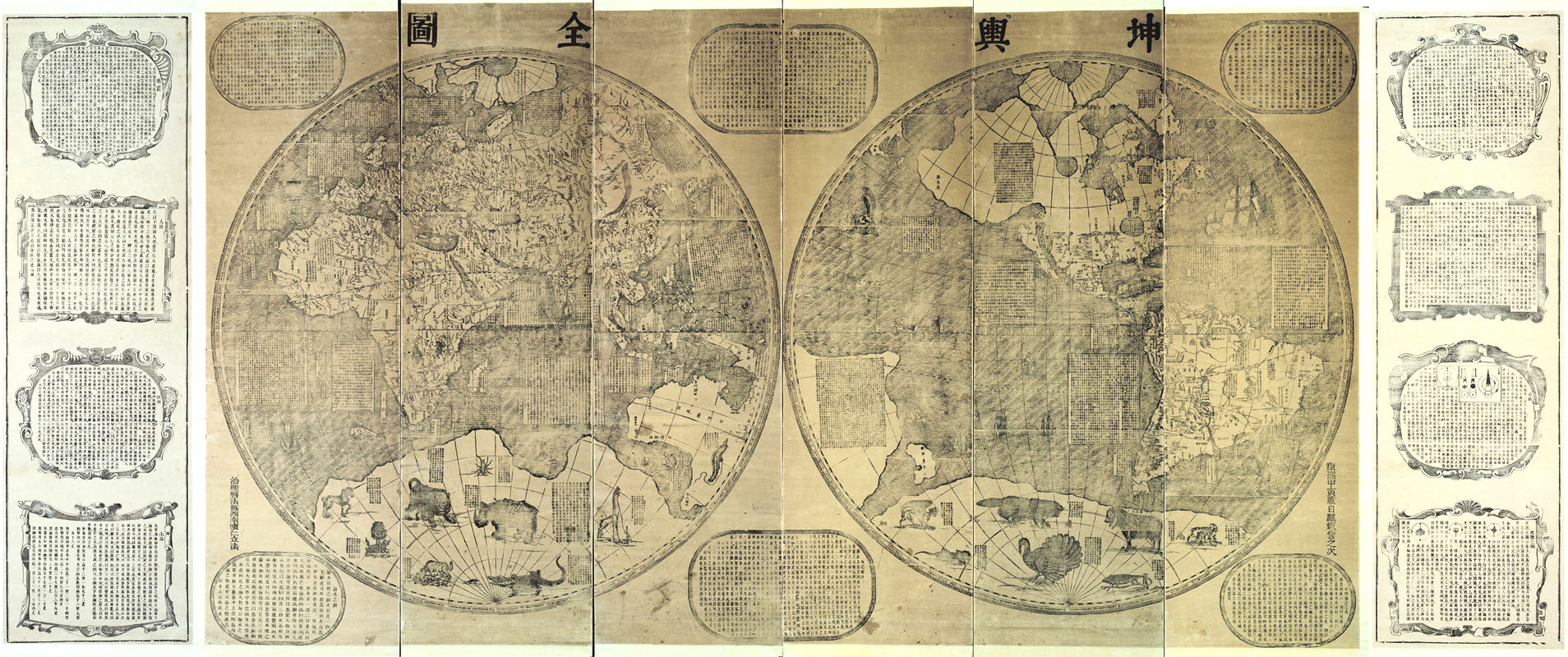
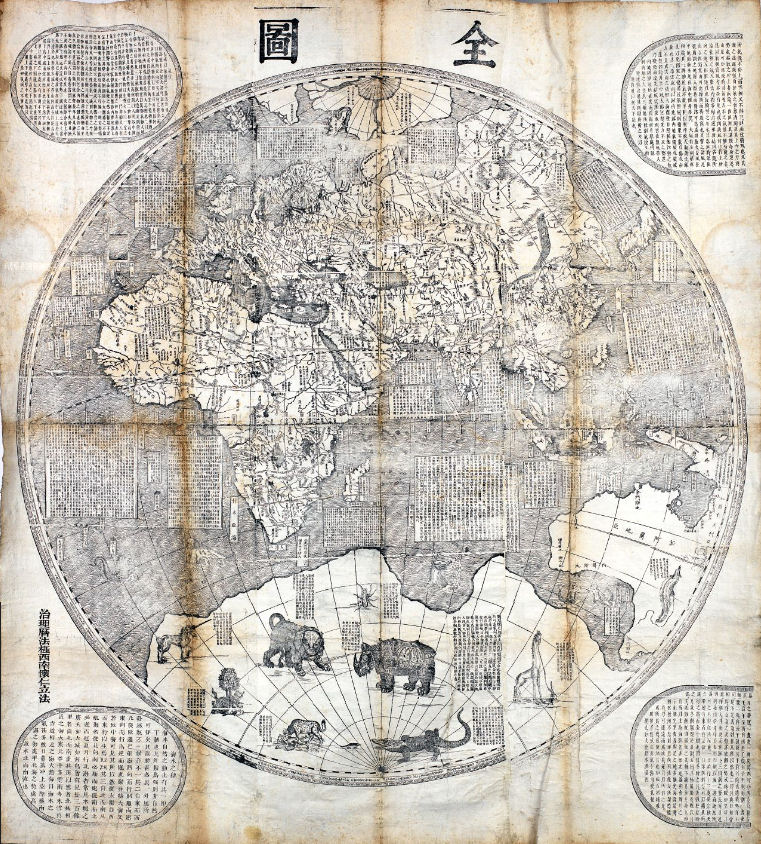